# Teresa Ciamagnini Fabbroni
Maria Teresa Ciamagnini Pelli Fabbroni (Grosseto, 13 febbraio 1763 – Firenze, 1º ottobre 1811) è stata una letterata e socialite italiana.

## Biografia
Teresa Ciamagnini nacque a Grosseto il 13 febbraio 1763 dal maggiore Alberto Ciamagnini e da Caterina Lazzeretti. Il padre era comandante della piazzaforte di Grosseto sotto il granduca reggente Francesco I de' Medici e a causa di alcune vicende giudiziarie era caduto in rovina, perdendo tutte le ricchezze di famiglia; la madre Caterina, scrive il Rosini, era dotata di «molte qualità di spirito» e del «raro dono di conciliarsi facilmente l'altrui benevolenza», tra cui quella del letterato Marco Lastri, che era solito recarsi in visita a un amico a Grosseto. Alla morte improvvisa del padre nel 1769, la giovane Teresa seguì la madre a Firenze, dove si era recata in cerca di un favore del granduca. Lastri intercedette per loro, trovando alle due donne una sistemazione al castello di Signa.
Nel 1770 la madre si ammalò gravemente e ricevette la visita di Giuseppe Bencivenni Pelli, direttore della Galleria degli Uffizi e amico di Lastri, che si disse intenzionato a adottare la piccola. La giovane Teresa fu ufficialmente adottata il 3 ottobre 1770 e condotta a Firenze, mentre la madre morirà tre anni dopo all'età di trentatré anni, pur rimanendo sempre in contatto con Pelli tramite frequenti scambi epistolari. Pelli stava curando in quel periodo alcuni scritti sull'educazione della donna nel periodico La Toelette, testata fiorentina rivolta a un pubblico femminile (1770–71), appellandosi alla necessità morale e sociale di «illuminare» le donne e liberarle dai pregiudizi di una pretesa «inferiorità intellettuale». Con l'adozione di Teresa, egli univa il proprio desiderio di essere padre all'esperienza concreta della possibilità di educare una fanciulla, di umili origini, dimostrando il trionfo della ragione: le vicende e le motivazioni circa l'adozione furono alla base del racconto Il caso, novella morale estratta da una storia vera, pubblicato dallo stesso Pelli sulle pagine della Toelette (tomo XII, 1771).
La giovane crebbe in un ambiente intellettuale di grande rilievo e ricevette una profonda educazione nelle lettere, nelle lingue inglese e francese, nell'arte, nella storia e nella filosofia, oltre che in ambito agricolo ed economico-domestico, un fatto raro per una donna nella Toscana del XVIII secolo, ma perfettamente in linea con le idee illuministe del padre adottivo. Nel 1772, all'età di nove anni, fu ritratta da Gaetano Vascellini nella serie di incisioni Ritratti d'uomini illustri toscani. All'alto profilo dell'educazione intellettuale di Teresa, formatasi tra le stanze degli Uffizi e la frequentazione continua con i più dotti progressisti frequentatori della casa paterna, Pelli contrappose un rigido rigore morale nei costumi. Le impedì di proseguire gli studi di canto, per il quale era portata, e la mise sempre in guardia sui "pericoli" dell'«emulazione», ostacolando l'inclinazione della giovane per la scrittura e imponendole di adottare un atteggiamento di modestia, umiltà e discrezione; a tal fine, condizionò la sua formazione filosofica con le letture di Jean-Baptiste Massillon e di Plutarco.
Nel 1781 Teresa sottoscrisse un matrimonio segreto con Antonio Maria Chelli, figlio di un setaiolo, attirandosi le ire del padre, il quale aveva in proposito di darla in sposa a un uomo di alto profilo intellettuale. Assecondando il volere del padre, Teresa si ritirò presso il conservatorio delle Mantellate, sottraendosi all'impegno matrimoniale. Nel 1782 Pelli riuscì tramite l'esborso di 230 zecchini a vincere la causa contro Chelli, sciogliendo legalmente Teresa dalla promessa. Il 21 settembre dello stesso anno, la giovane andò in sposa a Giovanni Fabbroni, naturalista, economista e agronomo, in seguito direttore del Reale Museo di fisica e storia naturale di Firenze. Scrive Rosini: «Divenuta essa libera in qualche modo dalla paterna autorità, non cambiò tenore di vita per questo; e sempre in compagnia del padre fu veduta ai passeggi, ai teatri, alle feste».
La bellezza della ragazza, descritta con lunghi capelli biondi e gli occhi azzurri, i suoi modi eleganti e la sua vasta cultura umanistica attirarono l'attenzione e la curiosità di molti intellettuali, pittori e poeti, che frequentavano la scena artistico-letteraria di Firenze. Il suo salotto letterario divenne presto uno dei più frequentati di Firenze, secondo solo a quello della contessa d'Albany, nobile, con la quale fu in buoni rapporti e tramite lei tra i primi in città a conoscere Vittorio Alfieri. Il poeta Giovanni Fantoni detto Labindo la scelse come musa ispiratrice nella composizione delle Odi, e scrissero per lei Salomone Fiorentino, Lorenzo Pignotti e Ippolito Pindemonte. Strinse una buona amicizia con le poetesse Corilla Olimpica e Amarilli Etrusca e riceveva le assidue visite di personalità illustri come il giurista Giovanni Maria Lampredi, gli intellettuali e religiosi Angelo Maria Bandini, Roberto Costaguti, Giovanni Lapi e Luca Antonio Pagnini. La voce di una donna avvenente, estremamente colta e di piacevoli maniere circolò anche presso gli intellettuali stranieri, i quali iniziarono a farle visita in occasione dei loro viaggi a Firenze; si ricordano Pietro Verri, l'ambasciatore Wilhelm von Humboldt, il matematico Pio Fantoni, il filosofo Joseph-Marie de Gérando, il cancelliere Francesco Melzi d'Eril e il conte Prospero Balbo. Presso la casa Fabbroni soggiornò il traduttore Melchiorre Cesarotti, traduttore dei Canti di Ossian, che qui iniziò la stesura della traduzione dell'Iliade. Ebbe molte amicizie aristocratiche, tra cui la duchessa del Devonshire, la contessa Brigole Sale e la marchesa Teresa Morando di Genova. Fu ritratta da vari artisti quali Teodoro Matteini (1792), l'austriaco Ludwig Guttenbrunn, l'inglese William Artaud (1798), Giovanni Antonio Santarelli, e fu in rapporti di buona amicizia con Raffaello Morghen e un giovane Pietro Benvenuti. Ospitò più volte lo scultore Antonio Canova durante i suoi soggiorni fiorentini.
Il 22 settembre 1783 nacque il figlio Pietro Leopoldo, così chiamato in onore al granduca, il quale in occasione della nascita inviò in dono una penna d'oro. Altri due figli nacquero nel 1789, un maschio, e nel 1798, una femmina, ma entrambi morirono poche ore dopo la nascita. Il primogenito sarà anch'egli letterato e traduttore, per poi conseguire la laurea in giurisprudenza e divenire magistrato alla procura di Firenze in età napoleonica e segretario della consulta di Stato durante la Restaurazione. Il 31 luglio 1808 morì il padre Giuseppe Pelli e due anni dopo Teresa seguì a Parigi il marito Giovanni Fabbroni, il quale era stato nominato direttore dei ponti e delle strade per i dipartimenti italiani, per poi rientrare a Firenze dopo alcuni mesi nel 1811.
Morì il 1º ottobre 1811, all'età di quarantotto anni, nella sua villa di campagna fuori Firenze, colpita da una «colica sanguigna fierissima». Fu sepolta insieme al padre nel duomo di Firenze e la tomba decorata da un monumento scultoreo che lei stessa aveva commissionato allo scultore Francesco Carradori. In occasione della sua morte, l'amico Cosimo Giotti le dedicò una poesia, mentre Giovanni Rosini dette alle stampe un Elogio di Teresa Pelli Fabroni. Di lei scrissero anche Mario Pieri, Giovanni Battista Niccolini, Arthur Young e Johann Karl Simon Morgenstern. Le venne in seguito intitolata la regia scuola normale magistrale di Grosseto.

## Opere
Teresa Ciamagnini Fabbroni non pubblicò mai i propri scritti, sempre ostacolata dal padre che non trovava buon costume per una donna impegnarsi nel «cimento pericoloso di scrivere». Si conservano tuttavia vari idilli e delle traduzioni dall'inglese, composti segretamente su esortazione di alcuni amici che assecondavano e incoraggiavano la sua inclinazione poetica. Alcuni suoi versi in francese, composti in occasione di un onomastico paterno, furono stampati in pochissime copie per una circolazione ristretta, unica concessione fattale dal padre.
Nel fondo Bencivenni Pelli dell'Archivio di Stato di Firenze si conserva l'epistolario tra Teresa e il padre adottivo.